# جورج واشنطن والعبودية

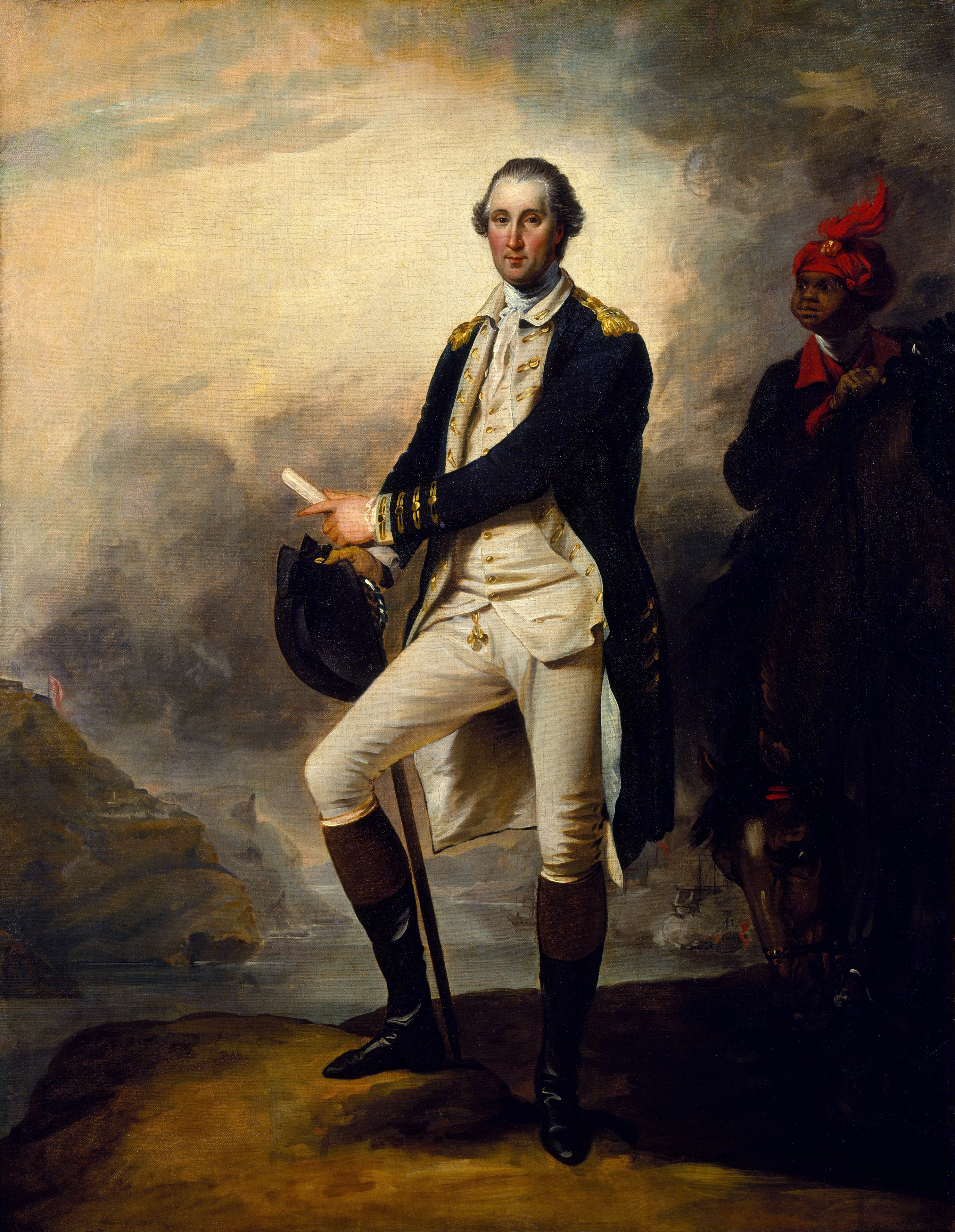
صورة جورج واشنطن (للفنان جون ترمبل، 1780)، مع ويليام لي، أحد عبيد وخادم واشنطن المنزلي

جورج واشنطن، أحد الآباء المؤسسين للولايات المتحدة، وأول رئيس للولايات المتحدة عام (1789-1797).
يكشف التاريخ عن موقف واشنطن المتغير تجاه الرق والذي كان غير مرتاحًا لمؤسسة العبودية مع أنه كان مالكًا لبعض العبيد الذين احتفظ بهم ولكنه كان يوصي على تحرير هؤلاء العبيد الذي يمتلكهم بعد وفاته. كانت العبودية متأصلة ذلك الوقت في النسيج الاجتماعي والاقتصادي في مستعمرة فرجينيا، وقد ورث واشنطن أول عشرة عبيد له في سن الحادية عشرة عند وفاة والده في عام 1743. وفي مرحلة البلوغ نما استعباده الشخصي بعد حصولة على الميراث وعن طريق الشراء إزداد عدد الرق الذين يملكهم. وفي عام 1759 قدم واشنطن عدد كبير من العبيد كمهر وخدم لزواجه من مارثا واشنطن. عكست مواقف واشنطن المبكرة من العبودية وجهات نظر عدة لمزارعين فرجينيا السائدة بالعبودية ذلك الوقت. ولم يكن في البداية أي مخاوف أخلاقية بشأن رأيه لمؤسسة الاستعباد. إلا أنه أصبح متشككًا بشأن الفعالية الاقتصادية للعبودية قبل حرب الاستقلال الأمريكية. وعلى الرغم من أنه أعرب عن دعمه الخاص لإلغاء الرق من خلال عملية تشريعية تدريجية بعد الحرب، إلا أنه ظل يعتمد على عبيدة في أعمالة. وعند وفاته في عام 1799، كان هناك 317 من العبيد في أراضيه ومسقط رأسه ماونت فيرنون، و 124 مملوكة يخدمونة والباقي من العبيد المملوكين له عند أشخاص آخرين.
كان جورج واشنطن سيدًا متطلبًا. حيث قدم لعبيده مستلزمات الحياة الأساسية كالطعام والملابس والسكن والرعاية الطبية مقارنة بتعامل العامة الآخرين مع عبيدهم في ذلك الوقت، حيث لم تكن معامتلهم كافية، في المقابل، توقع واشنطن منهم العمل بجد من شروق الشمس إلى غروبها خلال العمل الذي يستمر ستة أيام في الأسبوع والذي كان عاديًا في ذلك الوقت. عمل حوالي ثلاثة أرباع عبيده في الحقول، بينما عمل الباقون في المقر الرئيسي كخادمات في المنازل وحرفيين. وكان غذائهم حينها عن طريق الصيد، وزراعة الخضروات في أوقات فراغهم، لتوفير المؤن الإضافية الخاصة بهم كالملابس والأدوات المنزلية من دخل من بيع المنتجات التي يزرعونها في أوقات الفراغ. حيث بنوا مجتمعهم الخاص حول الزواج والأسرة، على الرغم من أن واشنطن خصص العبيد للمزارع فقط وفقًا لمتطلبات العمل بغض النظر عن علاقاتهم، في حين عاش العديد من الأزواج بشكل منفصل عن زوجاتهم وأطفالهم. استخدم واشنطن اسلوب كل من المكافأة والعقاب لتشجيع وتأديب عبيده، لكنه أصيب بخيبة أمل مستمرة عندما فشلوا في تلبية معاييره الصارمة. حيث قاوموا الإستعباد بوسائل مختلفة، بما في ذلك القيام بالسرقة لتكملة الطعام والملابس وكمصدر آخر للدخل، أو من خلال التظاهر بالمرض والفرار.
كانت الشكوك الذاتية أو معارضة واشنطن الأولى حول العبودية من الناحية الاقتصادية فقط، وذلك بعد قيامة لتغيير محاصيلة من التبغ إلى محاصيل الحبوب في ستينيات القرن التاسع عشر مما تركه مع عدد فائض ومكلف من العبيد. وكقائد عام للجيش القاري في عام 1775، رفض في البداية قبول الأمريكيين من أصل أفريقي في الجيش، سواء حرًا أو عبيدًا، في جميع الرتب، لكنه عكس هذا الموقف بسبب متطلبات الحرب. وظهرت الإشارة الأولى للشك الأخلاقي اتجاه العبودية خلال جهود بيع بعض عبيده في عام 1778، عندما أعرب واشنطن عن كرهه لبيعهم في مكان عام ورغبته في عدم تقسيم عائلات العبيد نتيجة البيع. لم تظهر كلماته وأفعاله العامة في نهاية الحرب الثورية الأمريكية عام 1783 أي مشاعر معادية للعبودية. من الناحية السياسية، كان واشنطن قلقا من أن مثل هذه القضية الخلافية مثل العبودية لا ينبغي أن تهدد الوحدة الوطنية، ولم يتحدث علنًا عن المؤسسة بشكل خاص، نظر واشنطن في تحرير جميع العبيد الذين امتلكهم في منتصف عام 1790، لكنه لم يتمكن من فعل ذلك بسبب إعتماده الإقتصادي عليهم ورفض عائلته التعاون بشأنهم. الا انه نصت إرادته على تحرير عبيده، كان الأب المؤسس الوحيد الذي يملك العبيد ويريد القيام بذلك. لأن العديد من عبيده كانوا متزوجين من عبيد زوجتة مارثا واشنطن، الذين لم يستطع تحريرهم قانونيًا، اشترط واشنطن أنه، باستثناء خادمه ويليام لي، الذي قام بتحريرة على الفور، سيتم تحرير عبيده عند وفاة زوجتة مارثا. والتي قامت بتحرريهم في عام 1801، قبل عام من وفاتها، ولكن تم نقل عبيدها إلى أحفادها وظلوا في العبودية.

## خلفية

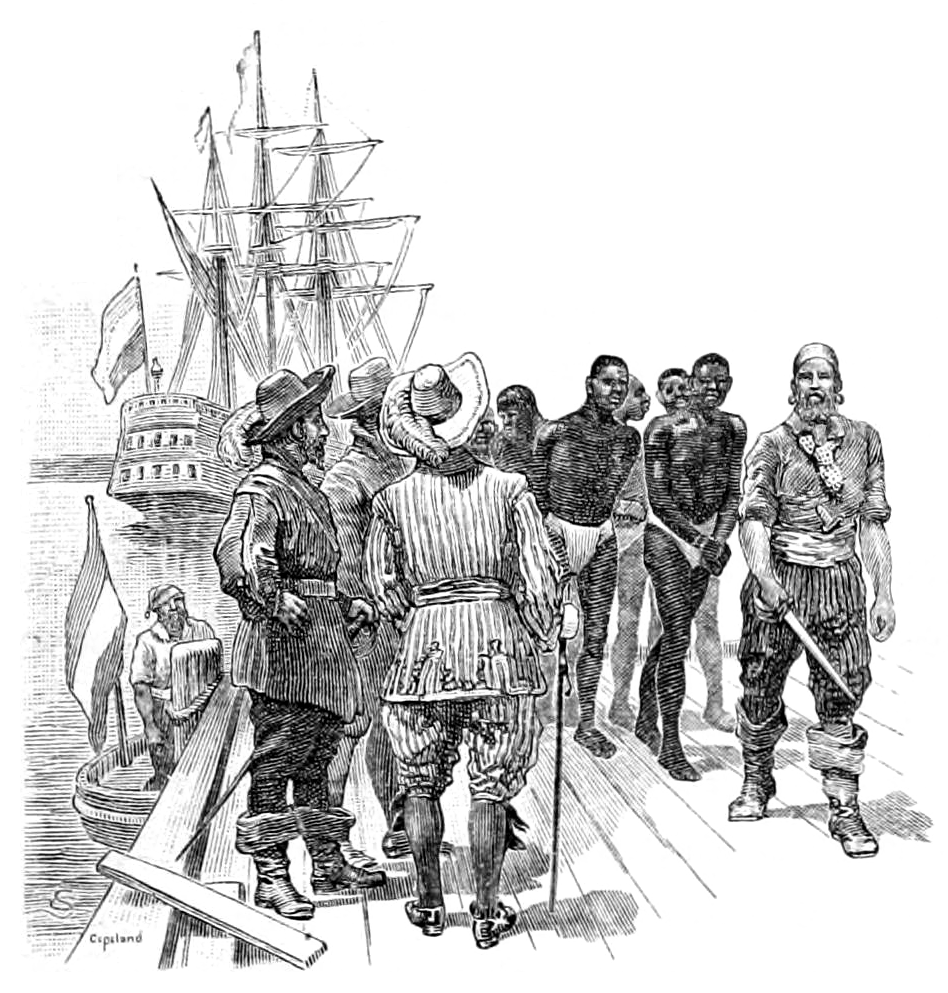
وصول العبيد الأوائل إلى فرجينيا

كانت بداية العبودية في مستعمرة فرجينيا الإنجليزية. عندما تم نقل أول الأفارقة إلى مدينة بوينت كومفورت في عام 1619. وقد كانو من الافارقة الذين إعتنقو المسيحية حيث يطق عليهم «خدامًا مسيحيين» وذلك إعتبارا بكونها عبودية محدودة زمنياً، أو إلى حين إطلاق سراحهم، لكن هذه الآلية لإنهاء العبودية تم إغلاقها تدريجيًا. في عام 1667، أصدر مجلس فرجينيا قانونًا يحظر التعميد كوسيلة لمنح الحرية. ويمكن منح الأفارقة الذين تم تعميدهم قبل وصولهم إلى فرجينيا صفة الخادم المسجون حتى عام 1682، عندما أعلن عن صدور قانون آخر بأنهم عبيد مملوكين. يتشارك البيض والسكان المنحدرون من أصل أفريقي في أدنى طبقة من المجتمع الفيرجيني مساوئ مشتركة وأسلوب حياة مشترك، والذي تضمن التزاوج حتى جعلت الجمعية مثل هذه النقابات يعاقب عليها بالإبعاد عام 1691. في عام 1671، بلغت إحصائية العبيد في ولاية فرجينيا 6000 عبد (رق) من مختلف الأعراق في حين بلغ اجمالي سكان الولاية تقريباً 40,000 نسمة ولكن فقط 2000 شخص منهم أصل أفريقي، حتى ثلثهم في بعض المقاطعات كانوا شبهة أحرارًا. وفي نهاية القرن السابع عشر، تحولت السياسة الإنجليزية لصالح الإحتفاظ بعمالة رخيصة بدلاً من نقلهم إلى المستعمرات، وبدأ تجفيف إمداد الخدم بعقود في فرجينيا. بحلول عام 1715، حيث كانت الهجرة السنوية بالمئات، تقدر بـ 1500-2000 في ثمانينيات القرن السادس عشر. مع قلة أعداد مزارعي التبغ بالمقارنة مع المزيد من الأراضي الشاغرة للزراعة، قاموا بتعويض النقص في العمالة مع تزايد أعداد العبيد. كانت المؤسسة متجذرة في العرق مع رموز فرجينيا العبيد لعام 1705، ومن حوالي عام 1710 كان النمو الطبيعي في عدد العبيد مدفوعًا بالزيادة على حاجتهم للخدم. بين 1700 و 1750 زاد عدد العبيد في المستعمرة من 13000 إلى 105000، ما يقارب ثمانين في المائة منهم ولدوا في فرجينيا. في فترة حياة واشنطن، كانت العبودية مترسخة بعمق في النسيج الإجتماعي والإقتصادي في ولاية فرجينيا، حيث استُعبد حوالي أربعين في المائة من سكانها كما استعبد فيها جميع الأفارقة الأمريكيين تقريبًا.

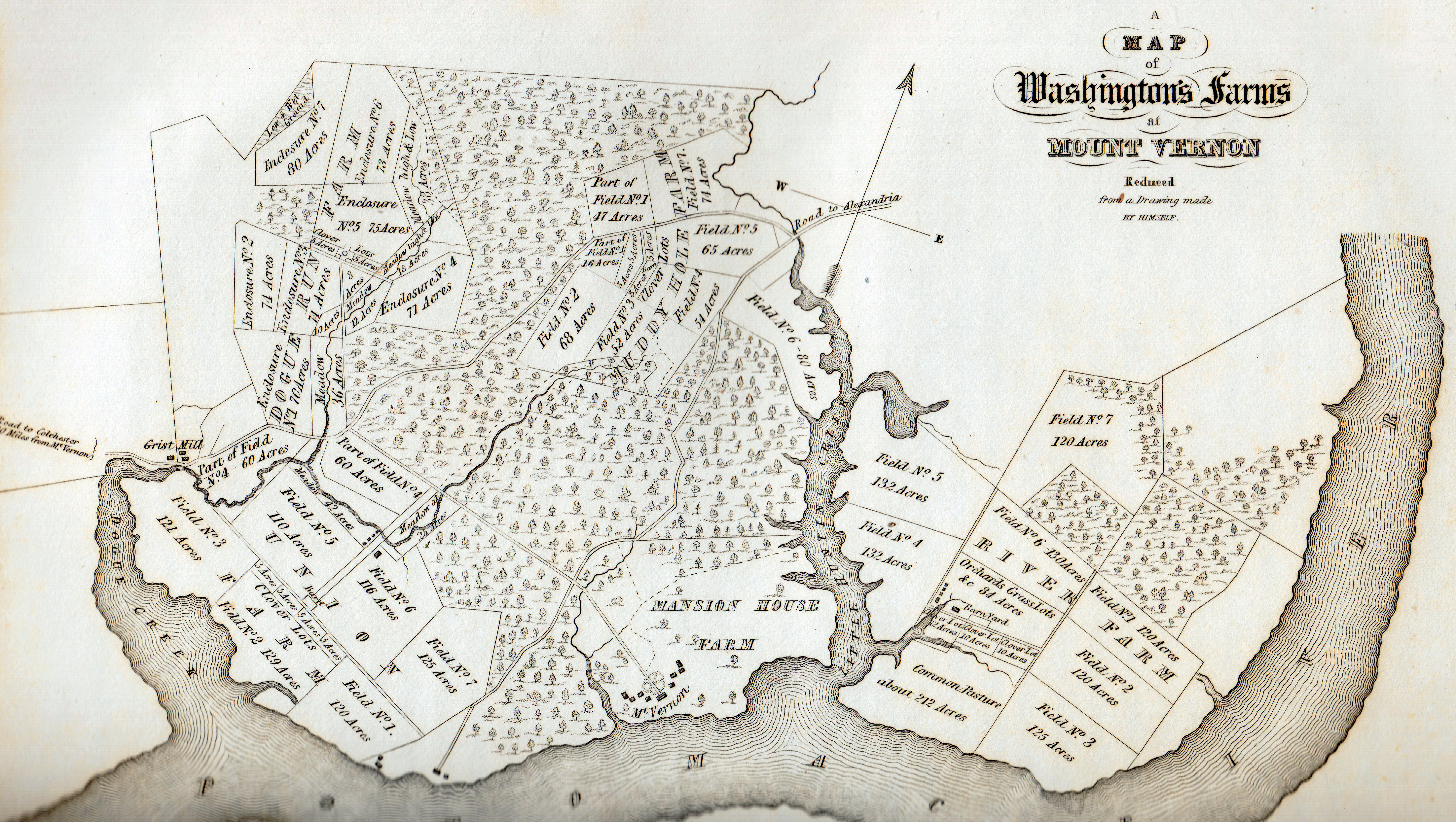
عقار ماونت فيرنون

وُلِد جورج واشنطن عام 1732، وكان أول طفل انجبة والدة اوغسطين من زواجة الثاني. كان والدة أوغسطين يمتلك أراضي ومزارع كبيرة للتبغ تبلغ مساحتها حوالي 10000 فدان (4000 هكتار) ويعمل فيها 50 مزارعا من العبيد. عند وفاته في عام 1743، ورث لورانس الأخ الأكبر الغير شقيق لجورج مساحة 2.500 فدان (1000 هكتار) وقام بإعادة تسميتها بجبل فيرنون. أما واشنطن ورث مزرعة العبارات التي تبلغ مساحتها 260 فدانًا (110 هكتار) وعشرة عبيد. وبعد وفاة شقيقة استاجر جورج عقار ماونت فيرنون من أرملة شقيقة بعد عامين من وفاتة عام 1752 وورثها عام 1761.

## تطور مواقف واشنطن

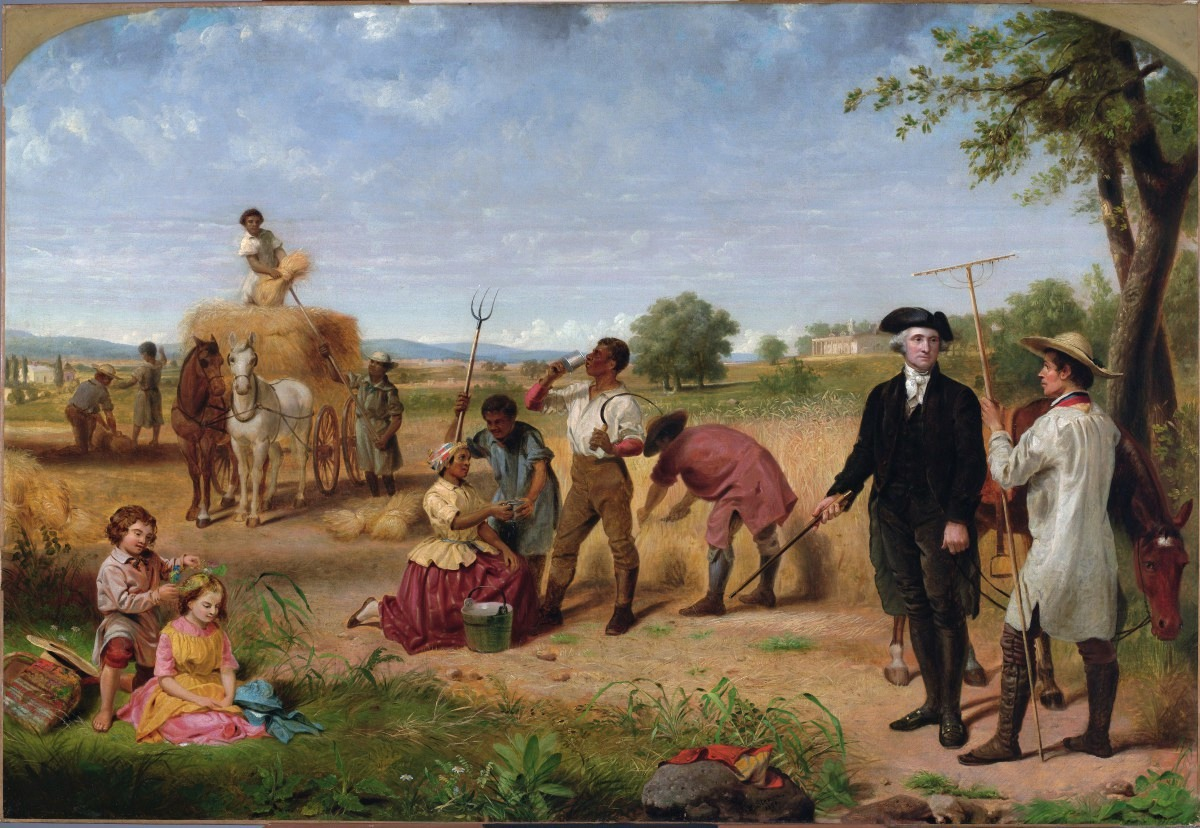
حياة جورج واشنطن: المزارع جونيوس بروتوس ستيرنز (1851)

لم تكن هناك أي مخاوف من توجهات واشنطن بشأن مؤسسة العبودية، حيث أشار إلى العبيد على أنهم «نوع من الملكية» خلال تلك السنوات ولكن لاحقًا في حياته فضل إلغاء العبودية. بداية شكوك واشنطن حول العبودية كانت من مبدأ اقتصادي. بدأ تطور موقفة نحو إلغاء العبودية بشكل بطيء بحلول عام 1766، كان قد نقل عمله من زراعة التبغ الذي يتطلب اعداد أكثر من العمالة إلى زراعة محاصيل الحبوب الأقل حاجة لليد العاملة. قام بتوظيف عبيده في مجموعة متنوعة من المهام التي كانت بحاجة إلى مهارات أكثر في زراعة التبغ المطلوبة منهم؛ فضلا عن زراعة الحبوب والخضروات، كانوا يعملون في رعي الماشية والغزل والنسيج والنجارة. أدى انتقالة من زراعة التبغ إلى الحبوب لفائض من العبيد حيث بدأت شكوكة من الناحية الاقتصادية تجاة العبودية.

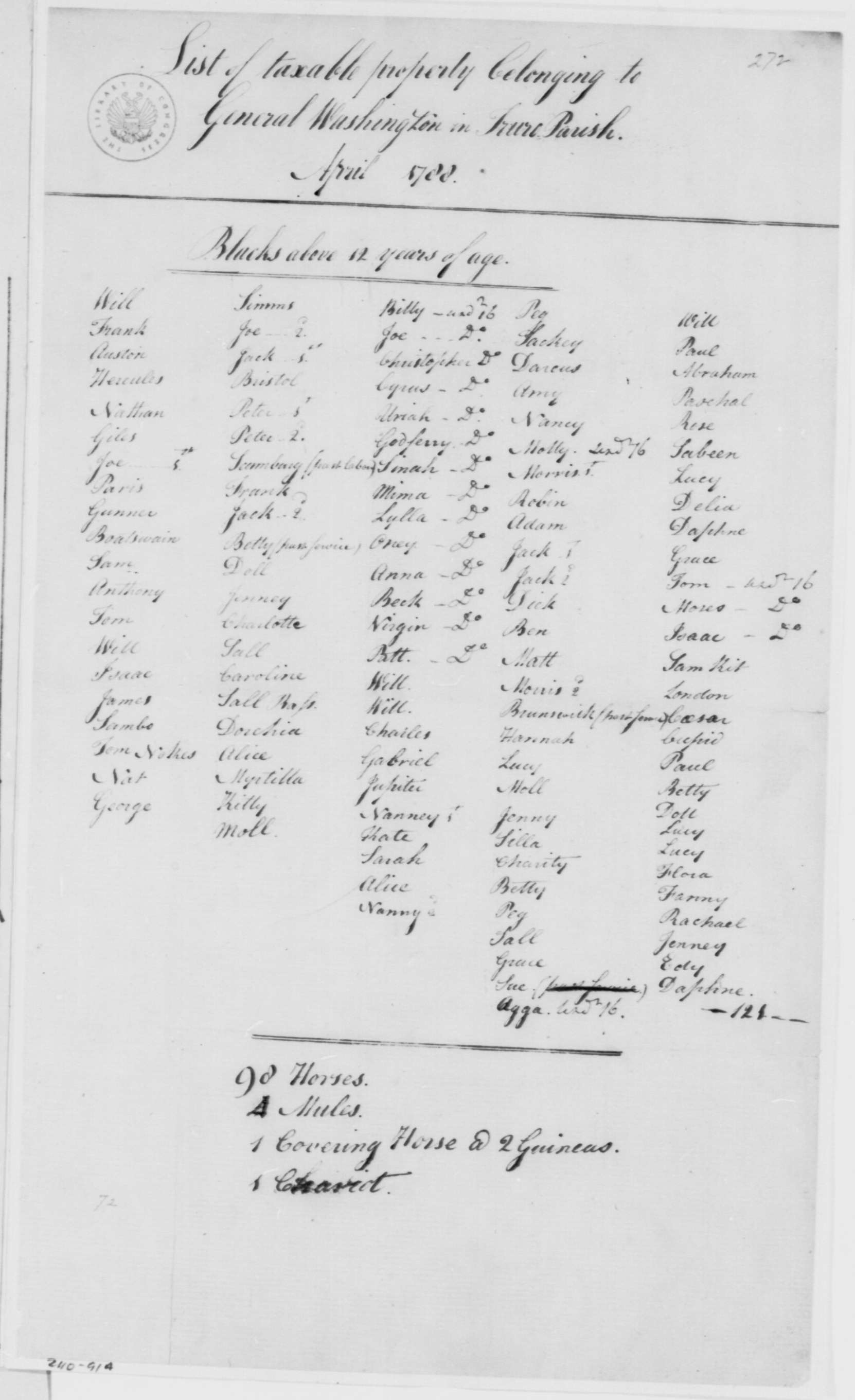
ممتلكات واشنطن الخاضعة للضريبة في أبريل 1788: 121 من العبيد (″ السود فوق سن 12 عامًا ″) ، 98 حصانًا ، 4 بغال ، مسمار واحد (″ يغطي الحصان ″) ومركبة واحدة

كشفت تصرفات واشنطن في نهاية الحرب عن القليل من الميول المناهضة للعبودية. كان حريصًا على استعادة عبيده، ورفض النظر في تعويض ما يزيد عن 80.000 من العبيد السابقين الذين تم إجلاؤهم من قبل البريطانيين، وطالب دون نجاح أن يحترم البريطانيون بندًا في مواد السلام الأولية التي اعتبرها تتطلب عودة جميع العبيد والممتلكات الأمريكية الأخرى حتى لو زعم البريطانيون تحرير بعض هؤلاء العبيد. قبل أن يستقيل من مهمته في عام 1783، انتهز واشنطن الفرصة لإبداء رأيه في التحديات التي هددت وجود الأمة الجديدة، في تعميمه إلى الولايات. تلك الرسالة المعممة ضد «التحيزات المحلية» لكنه امتنع صراحة عن تسمية أي منها، «تاركا الأخيرة للحس السليم والنظر الجاد لمن يعنيهم الأمر على الفور».

### سنوات الاتحاد

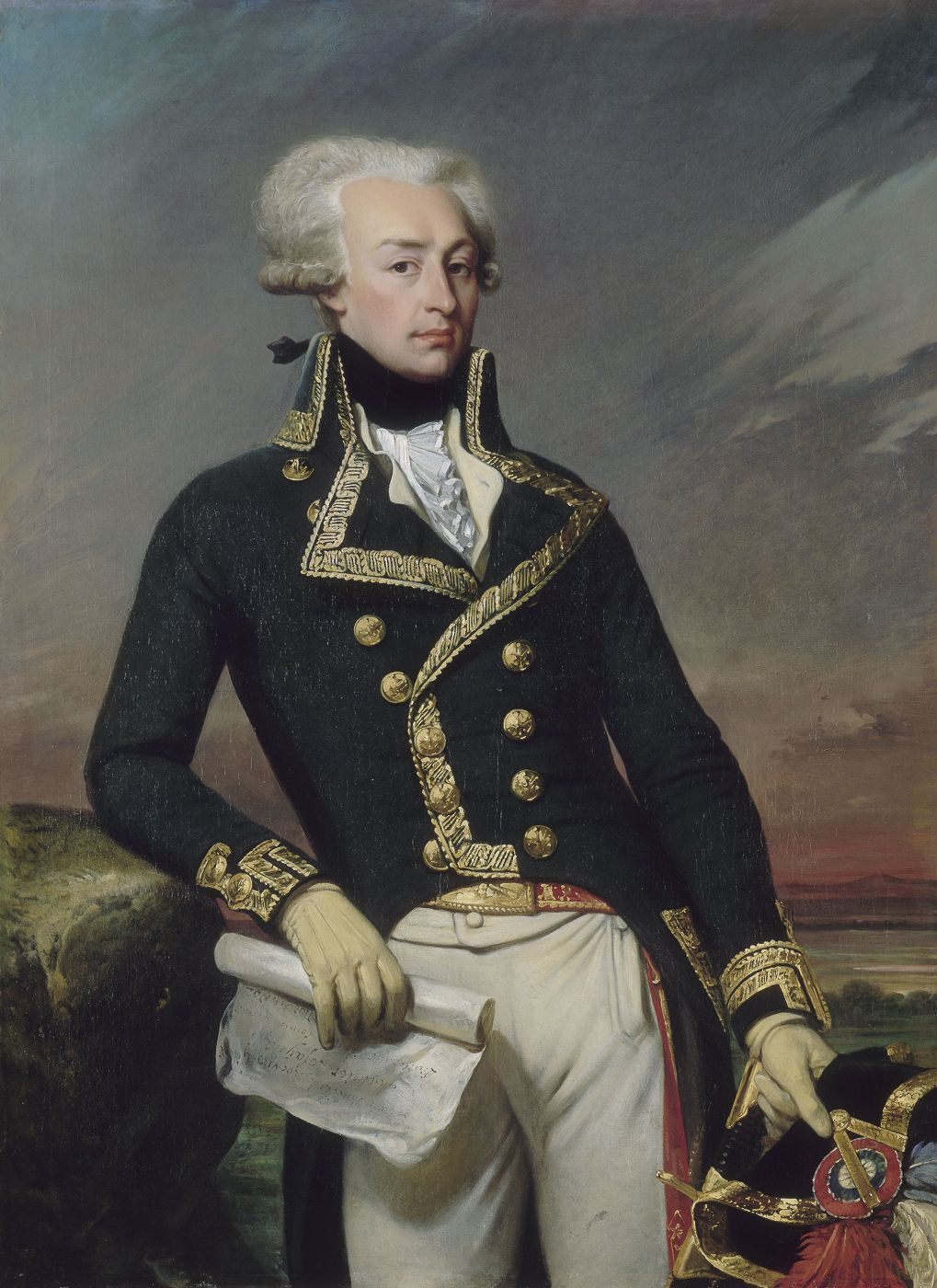
ماركيز دي لافاييت

أصبح التحرر من العبودية قضية رئيسية في ولاية فرجينيا بعد تحرير قانون العتق في عام 1782، أما قبل عام 1782 كان العتق يتطلب الحصول على موافقة من الهيئة التشريعية للولاية، والتي كانت شاقة ونادرًا ما تُمنح. بعد عام 1782، اندفع العديد من العبيد للثورة بعد خطاب واشنطن الذي دفعهم لذلك، أصبح من الشائع تحرير العبيد. حيث ارتفع عدد السكان الأمريكيين من أصل أفريقي في فرجينيا من حوالي 3000 إلى أكثر من 20000 بين عامي 1780 و 1800؛ بعد القيام بالتعداد السكاني للولايات المتحدة لعام 1800 حيث تم إحصاء حوالي 350.000 من العبيد في فرجينيا، وأعادت مصلحة العبيد تأكيد نفسها في ذلك الوقت تقريبًا.
كتب المؤرخ كينيث مورغان، "... (كانت الحرب الثورية نقطة التحول الحاسمة في تفكير واشنطن حول العبودية. بعد عام 1783 ... بدأ في التعبير عن التوترات الداخلية حول مشكلة العبودية بشكل متكرر، وإن كان ذلك دائمًا في السر) على الرغم من أن فيليب مورغان حدد العديد من نقاط التحول ويعتقد أنه لا يوجد أحد كان محوريًا، يتفق معظم المؤرخين على أن الثورة كانت مركزية في تطور مواقف واشنطن بشأن العبودية. ومن المرجح أن الخطاب الثوري عن حقوق الرجل، وعلى اتصال وثيق مع ضباط العبودية الشباب الذين خدموا مع واشنطن - مثل لورنس، والماركيز دي لافاييت والكسندر هاملتون - وكان تأثير الزملاء الشماليين من العوامل المساهمة في تلك العملية.

#### كرئيس

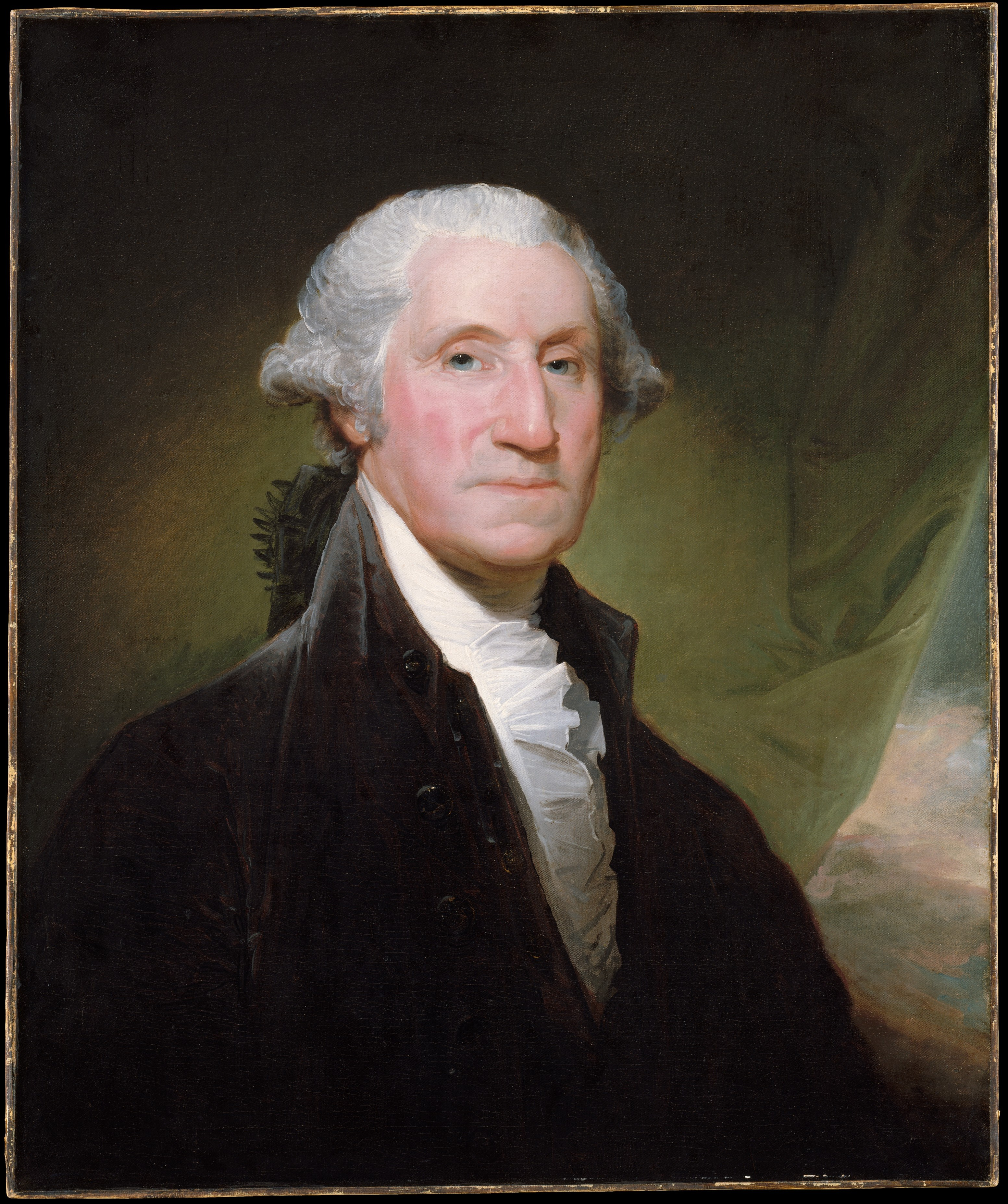
الرئيس جورج واشنطن بقلم جيلبرت ستيوارت (1795)

تولى واشنطن الرئاسة في وقت كانت فيه المشاعر الثورية ضد العبودية تفسح المجال لقيام الثورة. لم تفكر أي دولة في جعل العبودية قضية أثناء التصديق على الدستور الجديد، وعززت الولايات الجنوبية تشريعاتها الخاصة بالرق وتم إسكات الشخصيات البارزة المناهضة للعبودية بشأن هذه القضية في الأماكن العامة. أدرك واشنطن أن هناك القليل من الدعم المنظم على نطاق واسع للإلغاء. حيث كان لديه إحساس قوي بهشاشة الجمهورية الوليدة ومكانته كشخصية موحدة، وكان مصممًا على عدم تعريضه للخطر من خلال مواجهة قضية مثيرة كالغاء العبودية.

## التحرير بعد وفاته

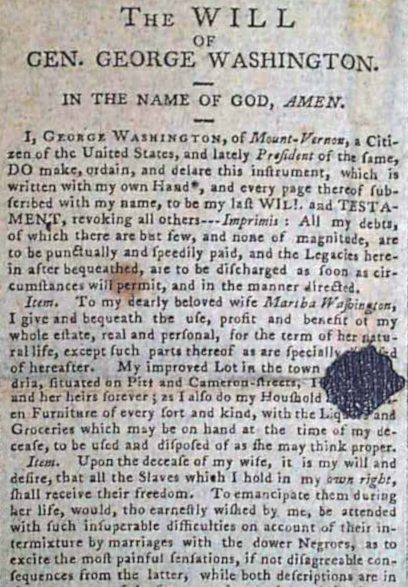
ستنشر واشنطن في مجلة كونيتيكت ، 20 فبراير 1800

في شهر يوليو عام 1799، أي قبل خمسة أشهر من وفاة واشنطن، كتب وصيته، التي نص فيها على إطلاق سراح عبيده. في الأشهر التي تلت ذلك، وضع خطة استرجاع لعقود الإيجار في مقاطعات بيركلي وفريدريك ونقل نصف عبيده إلى مسقط رأسه في ماونت فيرنون للعمل بها. كان واشنطن قد تأمل أن «يدر أرباحًا صافية أكثر» والتي قد «تفيد نفسيا ولا تجعل حالة العبيد أسوأ»، على الرغم من الاضطراب الذي كان سيحدثه هذا النقل لعائلات العبيد. ماتت الخطة مع واشنطن في 14 ديسمبر 1799.

## ما بعد الكارثة

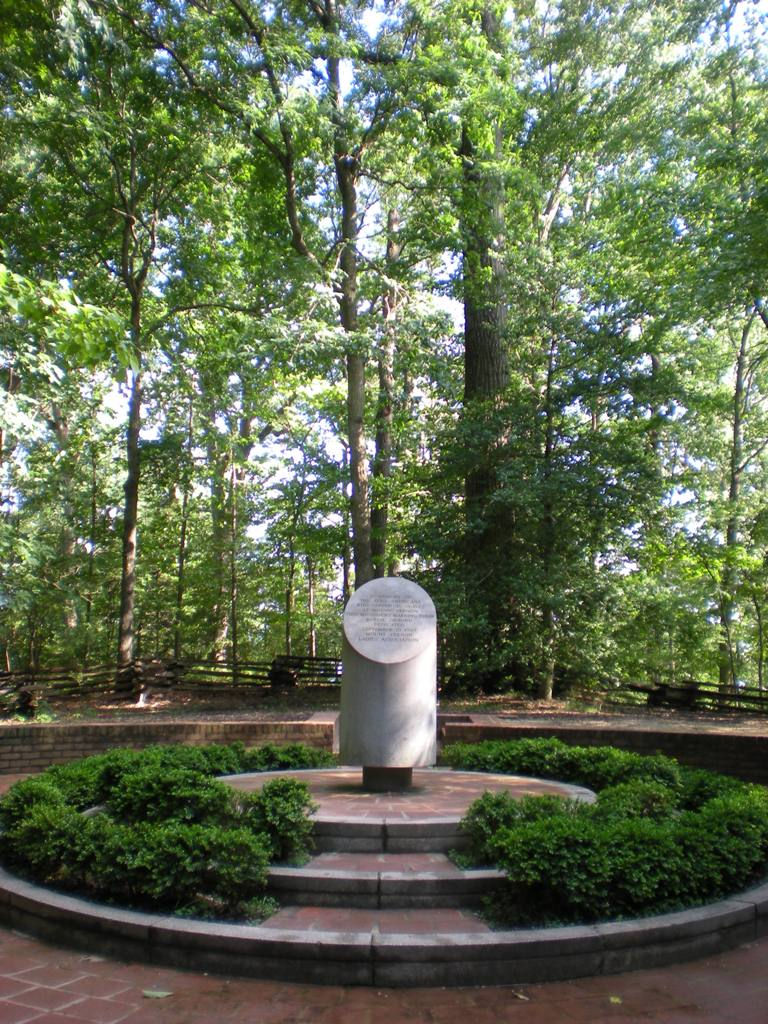
النصب التذكاري لدفن الرقيق في جبل فيرنون

كانت آمال واشنطن أنه بمنصبة ومكانتة سيؤثر على تفكير الآخرين، بما في ذلك عائلته، ولكن لا أساس لآماله من الصحة. فتم تجاهل تصرفاته من قبل مالكي العبيد الجنوبيين، واستمرت العبودية في ماونت فيرنون منذ عام 1795، وتم نقل عبيد المهر الذي قدمه لزوجتة إلى أحفاد زوجتة مارثا الثلاث. شعرت مارثا بالتهديد من خلال محاصرة العبيد الذين تعتمد حريتهم على وفاتها وحرر عبيد زوجها الراحل في 1 يناير 1801م.
تم تحرير العبيد الأصحاء وتركوا لإعالة أنفسهم وعائلاتهم. في غضون بضعة أشهر، غادر جميع العبيد السابقين لواشنطن ماونت فيرنون، تاركين 121 بالغًا وطفلاً في سن العمل لا يزالون يعملون في ماونت فيرنون. تم إدراج الباقين وهم خمس سيدات محررات في قائمة: أم غير متزوجة لطفلين؛ امرأتان، إحداهما لديها ثلاثة أطفال، متزوجة من عبيد لواشنطن في سن أكبر من أن تعمل؛ وامرأتان متزوجتان من عبيد المهر الذي قدمة لزوجتة. وبقي ويليام لي، في ماونت فيرنون، حيث عمل صانع أحذية. وبعد وفاة مارثا في 22 مايو 1802، انتقل معظم عبيد المهر الباقين إلى حفيدها، جورج واشنطن بارك كوستيس، الذي ورثته العبد الوحيد الذي احتفظت به باسمها.